# Distrito de Pader
Pader es un distrito en localizado en Uganda, al norte de este país. Tiene una población de 325.885 habitantes (censo de 2002). Es un distrito nuevo, siendo creado en 2001 luego de separarse del Distrito de Kitgum. La mayor parte de la insurrección del Ejército de Resistencia del Señor desplaza continuamente a la población. La ciudad capital, la ciudad de Pader, está situada en el centro del distrito. Pader limita con el Distrito de Kitgum al norte, Distrito de Kotido al este, Distrito de Lira al sur, el Distrito de Oyam al sudoeste y con el Distrito de Gulu al oeste. Junto con Gulu y Kitgum, Pader compone Acholiland, considerada la patria histórica de la etnia de Acholi, aunque otros grupos étnicos también viven en el distrito.
- Datos: Q1230035
- Multimedia: Pader District / Q1230035